# Léonie Luiggi Jarnier
Léonie Luiggi Jarnier, née le 11 août 1895, morte le 27 février 1974, organise le sauvetage du jeune Juif Simon Grunsztajn pendant la Seconde Guerre mondiale avec sa sœur Marie-Ange Fontaine Jarnier (1903-1989) et leur frère Félix Jarnier (1902-1965). Ils reçoivent tous les trois le titre de Juste parmi les nations à titre posthume en 2018.

## Biographie
Léonie Luiggi, née Jarnier, est originaire de Bretagne. Son mari a été tué au début de la guerre ; elle travaille à Paris où elle habite avec ses deux enfants Jean et Paul,.
Le jeune Juif Simon Grunsztajn jouait parfois avec Jean et Paul Luiggi. Sous l'Occupation, sa famille échappe à la rafle des 16 et 17 juillet 1942 et quitte Paris. Simon Grunsztajn est confié à un fermier du Loiret, qui se croit dénoncé quelques mois plus tard et le renvoie à Paris en décembre 1942,,. Il y arrive de nuit, après le couvre-feu, mais les gens qu'il connaît ne lui ouvrent pas. Il va chez ses anciens camarades de jeux Jean et Paul Luiggi ; leur mère Léonie Luiggi lui ouvre et le prend en charge,.
Comme elle travaille, elle ne peut pas le garder dans son appartement de Paris, et l'emmène dans sa famille en Bretagne à Noyal, un hameau de Sixt-sur-Aff, en Ille-et-Vilaine. Elle le confie à sa sœur Marie-Ange Fontaine et à leur père Félix Jarnier,. Marie-Ange Fontaine le loge dans sa petite maison d'une seule pièce habitable où elle vit avec sa fille Geneviève,. Il se prend un nom d'emprunt, mais par précaution ne va pas à l'école et évite de trop quitter les abords de la ferme ; il se rend utile en aidant Félix Jarnier aux travaux des champs,. Il se sent en sécurité, les habitants du village l'intègrent bien et lui sourient,.
Après la Libération, Léonie Luiggi remet en contact la famille Grunsztajn revenue à Paris et leur fils Simon chez sa sœur Marie-Ange Fontaine. Le temps que sa famille obtienne la restitution de son appartement, Simon Grunsztajn reste chez Marie-Ange Fontaine pendant un an et demi, puis rejoint sa famille.

## Hommages et reconnaissance
La médaille des Justes parmi les nations est décernée le 25 avril 2018 à Léonie Luiggi, Marie-Ange Fontaine et Félix Jarnier, par le Yad Vashem.
La cérémonie de reconnaissance et de remise de la médaille aux descendants de la famille a lieu le 17 mars 2019 à l'espace de l'Aff dépendant de la mairie de Sixt-sur-Aff,.